# DKW F2
La DKW F2 è un'autovettura di fascia bassa prodotta dal 1932 al 1935 dalla Casa automobilistica tedesca DKW.

## Storia e profilo

### Genesi del modello
Lo sviluppo della F2 cominciò nell'autunno del 1931: obiettivo fu la creazione di una nuova vettura che unisse le doti di economia di esercizio della F1 e che nel contempo offrisse maggior comfort rispetto a quest'ultima. La domanda della potenziale clientela si stava infatti orientando su vetture di maggior comfort anche nelle fasce più basse del mercato. Per questo motivo venne approntato un telaio da 2.6 metri di passo e vi venne montata una carrozzeria di tipo cabrio-limousine (che presso la cultura teutonica equivale alla nostra "trasformabile"), com'era ormai consuetudine presso la DKW. Il radiatore montato nei primissimi prototipi fu lo stesso della precedente F1, ma in seguito tale soluzione venne abbandonata in favore di un radiatore dal disegno più moderno, sebbene la griglia non fosse ancora definitiva poiché dalla trama a nido d'ape, anche questa ben presto abbandonata.
Il debutto della F2 avvenne nel mese di aprile del 1932, pochi mesi dopo l'avvio del progetto, con la denominazione commerciale di Meisterklasse. Tale denominazione, che in lingua tedesca evoca l'esclusività tipica dei segmenti di mercato superiori, fu motivata dai contenuti della vettura, molti dei quali del tutto inusuali in tale fascia di mercato.

### Caratteristiche
Esternamente la F2 si distingueva dalla F1 per la carrozzeria più dinamica e slanciata. Tale impressione è dovuta al nuovo telaio dal passo allungato di 20 cm, soluzione dettata dall'esigenza di ricavare più spazio all'interno dell'abitacolo. Ma anche altre soluzioni stilistiche contribuivano ad incrementare l'impressione di dinamicità del corpo vettura: tra queste vanno senz'altro ricordati i parafanghi più avvolgenti e dal disegno ad onda che si distribuiva maggiormente lungo le fiancate. Anche il parabrezza inclinato conferiva più grinta alla vista d'insieme: esso venne realizzato in vetro temperato, una soluzione che all'epoca era appannaggio solo delle vetture più costose ed esclusive. La scelta di tale tecnica costruttiva conferì maggior resistenza al parabrezza stesso, ma anche un tocco di esclusività in più rispetto alla concorrenza.
Si è già parlato della tormentata scelta del disegno del radiatore: inizialmente esso fu mutuato pari pari da quello della F1, ma il suo sviluppo verticale, senza la minima inclinazione, mal si abbinava con i già citati parafanghi avvolgenti, con il parabrezza inclinato e con le feritoie sui lati del cofano motore, anch'esse inclinate all'indietro. Pertanto ne venne montato uno nuovo, anch'esso inclinato all'indietro, e che pertanto riprendeva l'inclinazione delle altre già citate componenti di carrozzeria e nel contempo rendeva più slanciato il disegno del corpo vettura, nonché più elegante. La griglia nei primi esemplari di preserie era ancora a nido d'ape, soluzione che venne scartata nella vera e propria produzione di serie a favore di una mascherina a listelli sottili disposti a lisca di pesce. L'eleganza del corpo vettura fu data anche da alcuni tocchi come i fari anteriori con calotte cromate più altri inserti cromati sul cofano motore.
La struttura della F2 era costituita da un telaio in acciaio a longheroni e traverse sul quale venne montata una carrozzeria in legno rivestita in finta pelle. L'architettura era del tipo "tutto avanti", cioè a motore anteriore e trazione anteriore, uno schema assai innovativo in quegli anni. Le sospensioni erano a ruote indipendenti con doppie balestre trasversali sovrapposte per ogni asse. L'impianto frenante agiva su tutte e quattro le ruote ed era a comando meccanico (cavo). Il "cuore" della F2 era un bicilindrico a due tempi da 580 cm³ in grado di erogare una potenza massima di 18 CV, sufficienti per spingere la vettura ad una velocità massima di 75 km/h. Il cambio, la cui leva era collocata nella plancia, era di tipo manuale a 3 marce, con frizione multidisco a bagno d'olio.

### Evoluzione
La F2 esordì sul mercato al prezzo di 2.495 RM: suo compito fu quello di colmare il vuoto presente tra la economica F1, che rimase ancora a listino fino alla fine di quel 1932, e la ben più pretenziosa (ma anche assai più sfortunata) V1000. L'unica carrozzeria disponibile all'esordio fu la cabrio-limousine a 4 posti. L'impatto iniziale con la clientela non fu dei migliori: la F2, sicuramente più costosa della F1, sollevò delle critiche proprioda quel punto di vista: la potenziale clientela non fu disposta infatti a pagare di più per una vettura che, sebbene offrisse un più elevato livello di comfort, manteneva intatti ancora tutti i principali difetti meccanici della F1, vale a dire l'eccessiva rumorosità del motore, il comportamento stradale a volte deludente e l'impianto elettrico che spesso andava in tilt. A ciò si aggiunga anche che gli effetti della crisi economica esplosa alla fine del 1929 stava ancora facendo sentire i suoi effetti, soprattutto nelle tasche dei possibili acquirenti. Così, nel corso del 1932, cominciarono ad essere apportate delle migliorie, come ad esempio il dispositivo di ruota libera, che nei motori a due tempi si rivelò essere anche un espediente per salvaguardare l'integrità del motore stesso. Tale dispositivo fu molto apprezzato dai clienti DKW, a tal punto che la Casa di Zschopau mise a listino un kit di montaggio anche per le F2 vendute in precedenza. Nel novembre del 1932 si ebbero altre novità tecniche significative, tra cui il sistema di lubrificazione centralizzato ed un nuovo giunto cardanico brevettato dall'ingegnere Hans Jung (in forza alla DKW) che andò a sostituire il precedente giunto di origine Tracta.

#### La F2 Meisterklasse 601
Nel gennaio del 1933 la Meisterklasse venne sostituita dalla Meisterklasse 601, che beneficiò degli aggiornamenti tecnici apportati due mesi prima, ma con in più un'importante rivisitazione al motore, che vide l'introduzione del sistema a correnti tangenziali secondo il principio ideato nel 1925 da Adolf Schnürle, che consente di ottimizzare l'operazione di lavaggio ed i flussi in entrata e in uscita, ma con in più il vantaggio di poter rinunciare al pistone con deflettore, che portava come svantaggio l'elevato peso del pistone stesso. Questa tecnica, che esordì alla fine del 1932 su di una moto DKW, ossia la Block 350, fece il suo debutto in campo automobilistico proprio sotto il cofano motore della F2 Meisterklasse 601. Quest'ultima mantenne lo stesso bicilindrico da 0.6 litri, sempre con 18 CV di potenza massima, ma introdusse altre novità come gli ammortizzatori idraulici. Un'altra caratteristica della 601 furono i sedili tubolari. In realtà, nei progetti di J.S. Rasmussen vi furono anche altre novità da introdurre nella 601, come ad esempio un nuovo cambio a 4 marce. Ma alcuni problemi di messa a punto ne impedirono il montaggio di serie nel nuovo modello. In ogni caso, nonostante l'assenza di questo nuovo cambio, la 601 dimostrò un netto miglioramento nell'erogazione della potenza, grazie al già citato metodo Schnürle. Inoltre gli ammortizzatori idraulici garantirono un maggior comfort, così come i nuovi sedili tubolari, per cui la 601 ebbe un'accoglienza migliore di quella riservata l'anno prima alla prima Meisterklasse, ancor più se si pensa che il prezzo di listino, a fronte dei tanti aggiornamenti, rimase invariato. Tutto ciò si verificò in concomitanza con un evento sociopolitico che interessò la Germania di quegli anni: l'ascesa al potere di Adolf Hitler implicò l'attuazione da parte di quest'ultimo di un programma di motorizzazione della Germania. Tale processo, volto a rendere l'auto un mezzo di trasporto abbordabile anche dai ceti fino a quel momento preclusi, ebbe tra i suoi punti fermi l'eliminazione del bollo auto. Ciò non fece che agevolare la diffusione di vetture dalla vocazione popolare, come ad esempio proprio la Meisterklasse 601. Introdotta nella sola carrozzeria cabrio-limousine a 4 posti, già il mese dopo fu affiancata dalla versione a 2 posti, presentata al Salone di Berlino. Quest'ultima era in realtà dotata anche di uno strapuntino supplementare ripiegabile e collocato nella zona posteriore, completamente esposto alle intemperie.

#### La F2 Reichsklasse

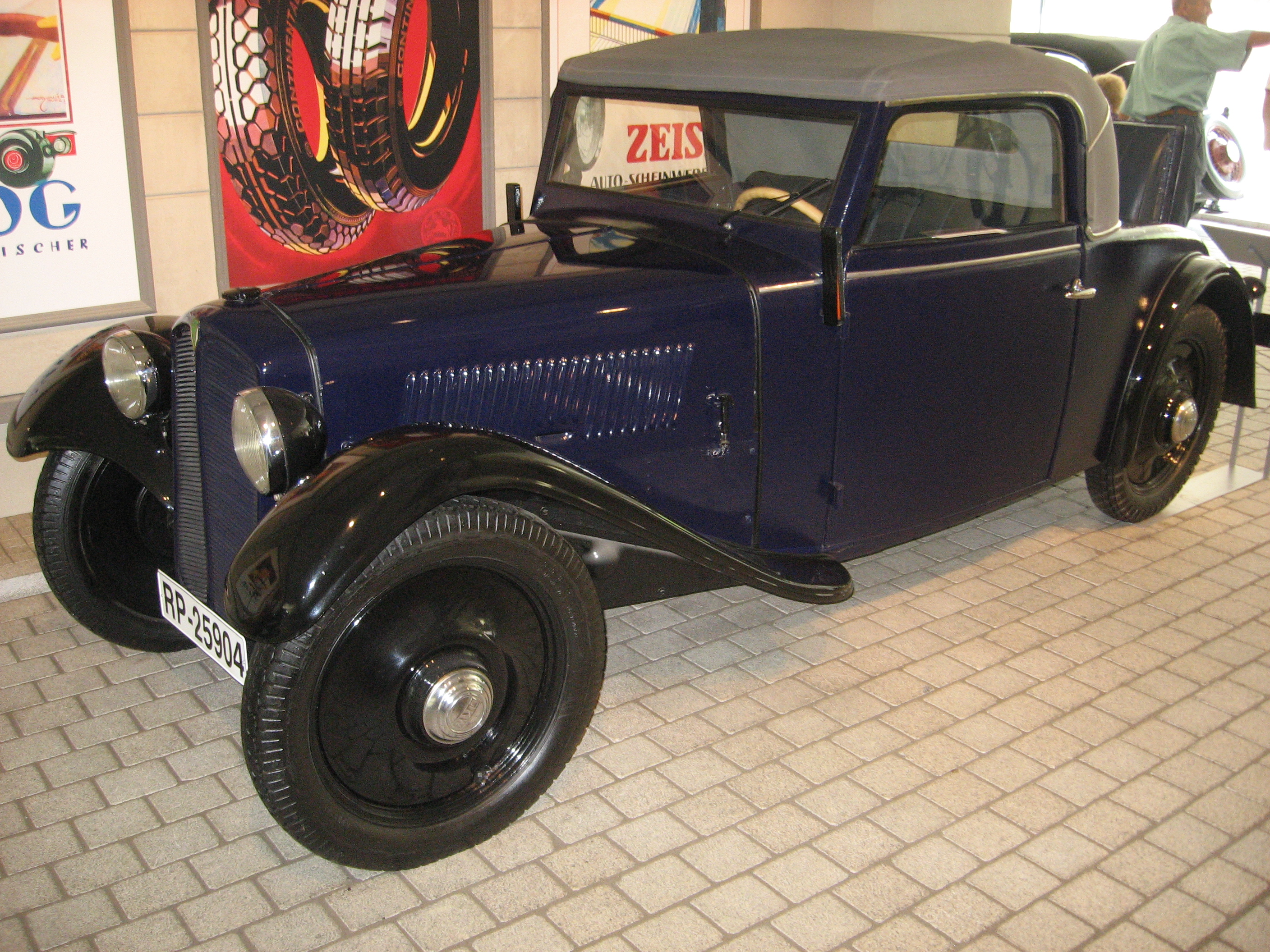
Una F2 Reichsklasse con carrozzeria cabrio-limousine a due posti più strapuntino

In quell'inizio del 1933 la F1 non era già più in listino, per cui fu necessario sostituirla con un nuovo modello che stesse al di sotto della F2 stessa. Perciò, nel marzo del 1933 fu introdotta la F2 Reichsklasse, un modello economico destinato a far fronte ad una concorrenza spietata già all'epoca, e che in certi casi riusciva a proporre modelli a prezzi al di sotto dei 2.000 RM. Ad esempio la Opel 1.0 L fu venduta in quel periodo a 1.990 RM. Lo stesso prezzo venne quindi fissato per la neonata Reichsklasse, direttamente derivata dalla Meisterklasse, ma che rispetto a quest'ultima rinunciò ad alcuni contenuti, come il dispositivo della ruota libera, gli ammortizzatori idraulici posteriori e l'illuminazione interna. Venne provvista anche di soluzioni più economiche come il sistema di lubrificazione non centralizzato, i fari anteriori con calotte in tinta anziché cromate, il parabrezza in vetro non temperato ed i rivestimenti dei sedili meno pregiati. Anche la Reichsklasse, come la Meisterklasse, fu resa disponibile come cabrio-limousine, sia a 4 che a 2 posti. Anche il motore rimase lo stesso bicilindrico della 601.

#### Dalla Sportmeister alla Meisterklasse 701
Quest'ultima, tra l'altro, stava vivendo le ultime settimane della sua breve carriera commerciale (ricordiamo che fu lanciata nel gennaio del 1933): a partire dal mese di maggio, infatti, essa lasciò il listino a favore della nuova F2 Meisterklasse 701. La nuova sigla numerica tradì la presenza del nuovo bicilindrico da 684 cm³ in grado di erogare fino a 20 CV di potenza massima. Questo motore, a cui la DKW stava ormai lavorando da diverso tempo, venne anticipato già a febbraio, in occasione del Salone di Berlino, lo stesso in cui venne svelata la Reichsklasse. Alla edizione '33 della kermesse berlinese fu presentata una roadster con carrozzeria in lamiera (realizzata allo stabilimento Horch di Zwickau) denominata F2 Sportmeister, la quale rivelò sotto il suo cofano il nuovo propulsore maggiorato. La Sportmeister fu destinata a rimanere un esemplare unico, anche se durante l'estate vennero prodotti tre esemplari di F2 con carrozzeria roadster, tutti con carrozzeria in lamiera di acciaio realizzata presso la carrozzeria Gläser di Dresda.
Tornando alla 701, essa rappresentò la terza generazione della Meisterklasse, dopo la prima edizione del 1932 e la 601 d'inizio anno. La 701 si distingueva esternamente dalle altre Meisterklasse e soprattutto dalla più economica Reichsklasse per alcuni interventi cosmetici volti ad impreziosire il corpo vettura, come ad esempio la mascherina con cornice cromata. Anche la 701 fu disponibile nelle carrozzerie cabrio-limousine a 4 o a 2 posti. Il prezzo rimase invariato rispetto alla 601 (2.495 RM), e ciò grazie ad un processo di razionalizzazione produttiva che permise di abbattere i costi. Per la versione a 4 posti, fu subito disponibile anche un allestimento speciale che comprendeva il rivestimento dei pannelli in legno con un'elegante similpelle di color beige, ripreso anche nella verniciatura del cofano motore e della mascherina del radiatore. Previsti anche dei cerchi a raggi da 19 pollici di diametro. Tutto ciò poteva essere ottenuto con un sovrapprezzo di 225 RM (di cui 125 solo per i cerchi). Ma molti clienti continuarono a lamentarsi dell'eccessiva rumorosità del motore, problema in effetti mai risolto. Per questo, dal mese di dicembre del 1933 il motore da 0.7 litri fu montato su supporti in gomma che ne attutissero le vibrazioni. Altri aggiornamenti furono apportati nel motore stesso.

#### L'ultimo periodo di produzione
All'inizio del 1934 la DKW, ormai da un anno e mezzo nell'orbita dell'Auto Union, si prefisse di aumentare il ritmo produttivo giornaliero delle F2 in generale da 50 ad 80 esemplari. Perciò furono apportate alcune migliorie alla gamma: la 701, per esempio, vide l'arrivo di un nuovo cruscotto in legno pregiato al posto di quello precedente, rivestito in similpelle. Si trattò degli ultimissimi aggiornamenti apportati alla 701: dal mese di marzo essa venne definitivamente sostituita dalla F4, dalla linea più moderna ed elegante. Ma la storia della F2 non finì qui, visto che continuò a rimanere in listino, sebbene nella sola versione Reichsklasse. Vi furono diversi aggiornamenti: la cornice del parabrezza nella versione del 1934 non fu più in tinta con la carrozzeria ma in alluminio, e la mascherina del radiatore rinunciò allo stemma DKW in favore dei quattro anelli incrociati simbolo della DKW. Nell'abitacolo, il gruppo plancia-cruscotto non fu più rivestito in similpelle ma verniciato in maniera da imitare la radica di legno. Meccanicamente e motoristicamente non vi furono novità di sorta, anche se in alcuni mercati esteri la Reichsklasse poteva essere ordinata anche con il motore da 0.7 litri e 20 CV che fino a quel momento veniva montato solo sulla 701. Vide la luce una nuova ed inedita variante di carrozzeria, ossia la berlina, lanciata già nel febbraio del 1934. In quest'ultima variante si perse la denominazione Reichsklasse, ma la sostanza era sempre quella, sia dal punto di vista della carrozzeria (frontale ed altri elementi ripresi dalla Reichsklasse), sia dal punto di vista tecnico (motore da 580 cm³ con 18 CV di potenza massima). Rimase a listino la cabrio-limousine a 4 posti, mentre la corrispondente versione a 2 posti venne mantenuta ma con un'altra denominazione, ossia Roadster-Cabrio, anche se in realtà non si trattava affatto di una roadster. Ad essere precisi, non si trattava neppure di una Reichsklasse, bensì di una Meisterklasse 701, della quale però non venne ripreso il nome. Il motore era infatti quello della 701. I prezzi di listino si mantennero bassi: in particolare, quello della berlina fu fissato a 1.865 RM, 15 in meno rispetto alla Opel 1.2 L, sua rivale di riferimento.
Nello stesso periodo fu allestito un lotto di esemplari di quella che rimane oggi nota come DKW F3, ossia un telaio nudo da carrozzare a discrezione del cliente. Tale telaio vennero rinforzato debitamente, in maniera da reggere eventuali carrozzerie per utilizzi pesanti. Questi telai potevano essere ordinati con il motore da 0.6 litri o con quello da 0.7 litri. In totale vennero costruiti 224 telai F3, gli ultimi dei quali uscirono dalle linee di montaggio dello stabilimento Audi di Zwickau nel marzo del 1935.
Quanto alla F2, essa vide invece gli ultimi esemplari uscire dallo stesso stabilimento il mese successivo, ad aprile.
L'erede della F2 Reichsklasse fu la F5 Reichsklasse.

### Tabella dati tecnici e di produzione
Di seguito vengono riepilogate le caratteristiche tecniche ed i dati di produzione della gamma F2, sia Meisterklasse che Reichsklasse. I prezzi sono espressi in reichsmark (RM) e si riferiscono al momento del debutto nel mercato tedesco:
| Modello | Carrozzerie disponibili          | Motore                          | Cilindrata cm³ | Potenza CV/rpm | Cambio/ N°rapporti | Massa a vuoto (kg) | Velocità max | Consumo (l/100 km) | Anni di produzione        | Esemplari prodotti | Prezzo al debutto (RM) |
| F2 Reichsklasse | Cabrio-limousine a 2 o a 4 posti | Bicilindrico in linea a 2 tempi | 580            | 18/3500        | Manuale a 3 marce  | 650                | 80           | 7                  | 03/1933-04/1934           | 6.4881             | 1.990                  |
| F2 Reichsklasse | Cabrio-limousine a 4 posti       | Bicilindrico in linea a 2 tempi | 580            | 18/3500        | Manuale a 3 marce  | 650                | 80           | 7                  | 04/1934-04/1935           | 6.583              | 1.990                  |
| F2 Roadster-Cabrio | Cabrio-limousine a 2 posti       | Bicilindrico in linea a 2 tempi | 684            | 20/3500        | Manuale a 3 marce  | 680                | 85           | 7.5                | 03/1934-04/1935           | 1.895              | 2.250                  |
| F2 Limousine | berlina                          | Bicilindrico in linea a 2 tempi | 580            | 18/3500        | Manuale a 3 marce  | 650                | 80           | 7                  | 02/1934-04/1935           | 5.520              | 1.865                  |
| F2 Meisterklasse | Cabrio-limousine a 2 o a 4 posti | Bicilindrico in linea a 2 tempi | 580            | 18/3500        | Manuale a 3 marce  | 650                | 75           | 7                  | 02/1932-12/1932           | 1.452              | 2.495                  |
| F2 Meisterklasse 601 | Cabrio-limousine a 2 o a 4 posti | Bicilindrico in linea a 2 tempi | 580            | 18/3500        | Manuale a 3 marce  | 650                | 80           | 7                  | 01/1933-05/1933           | 7662               | 2.495                  |
| F2 Meisterklasse 701 | Cabrio-limousine a 2 o a 4 posti | Bicilindrico in linea a 2 tempi | 684            | 20/3500        | Manuale a 3 marce  | 680                | 85           | 7.5                | 05/1933-04/1934           | 4.3283             | 2.495                  |
| F2 Sport-Roadster | Roadster                         | Bicilindrico in linea a 2 tempi | 684            | 20/3500        | Manuale a 3 marce  | -                  | -            | -                  | 07/1933 e 07/1934-09/1934 | 12                 | 3.950                  |
| Note: 1Di cui 5.906 a 4 posti e 502 a 2 posti 2di cui 666 a 4 posti e 100 a 2 posti 3Di cui 3.777 a 4 posti e 551 a 2 posti |                                  |                                 |                |                |                    |                    |              |                    |                           |                    |                        |